# Manza (Albanien)
Manza (albanisch auch Manëz oder Manzë) ist ein Ort in Mittelalbanien in der Gemeinde Durrës im Qark Durrës. Manza hat 7185 Einwohner (Volkszählung 2023).
Bis 2015 war Manza eine eigenständige Gemeinde, heute ist diese eine Njësia administrative (Verwaltungseinheit) innerhalb der Gemeinde Durrës. Obwohl ländlich gelegen und ohne größeres Zentrum, war die Gemeinde von 1996 bis 2015 als Bashkia eingeordnet, also als eine städtische Gemeinde.  Zur Gemeinde gehörten die Orte Armath, Borç, Hamallaj, Kameras, Kuçok, Manza, Rada und Shkalla.

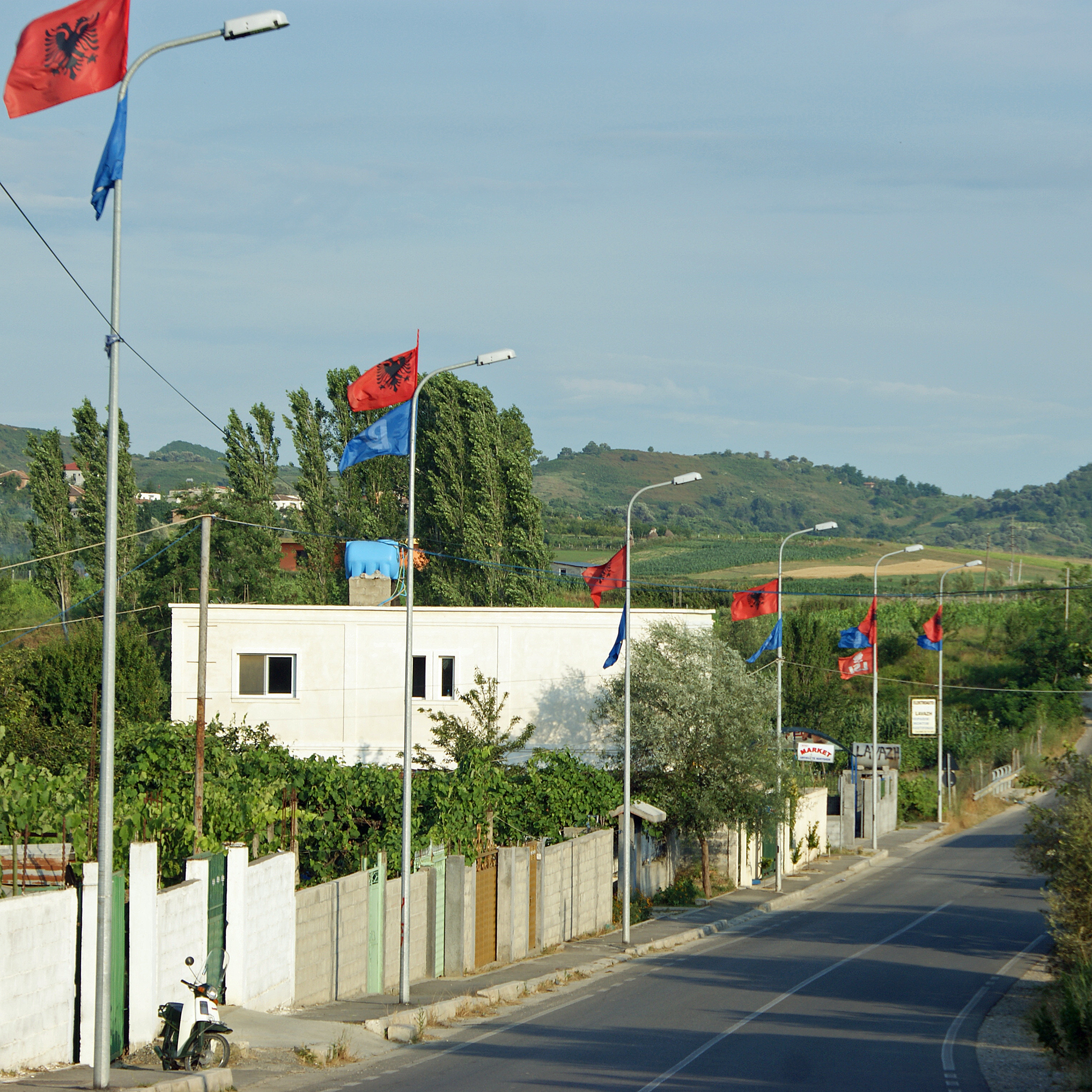
Die anlässlich der Kommunalwahl 2011 von albanischen und Parteiflaggen gesäumte Hauptstraße durch den Ort

Manza liegt im Osten der Gemeinde rund 15 Kilometer von Durrës entfernt und nordwestlich angrenzend an Vora. Im Osten zieht sich Manza in die Westhänge der Hügelkette Kodra e Gjatë, die hier eine maximale Höhe von etwas über 300 Metern erreicht und sich bis zum Kap Rodon erstreckt. Der westlichere, flache Teil des ehemaligen Gemeindegebiets liegt im weiten Tal des Unterlaufs des Erzen. Im Nordwesten bei Hamallaj sind es nur noch zwei bis drei Kilometer bis zur Küste der Adria, die hier die weite Bucht Gjiri i Lalzit bildet. Zur Bewässerung wurden in den Hügeln mehrere Staubecken angelegt. Nachbargemeinden waren Maminas im Süden, Sukth im Westen und Ishëm im Norden. Im Osten grenzt Manza an den Kreis Tirana mit der Gemeinde Vora sowie an die Gemeinde Kruja.
In der ganzen Gemeinde lebten 2023 mehr Menschen als noch 2011 (6652 Einwohner). Diese Zunahme um 8 % während zwölf Jahren entspricht nicht landestypischen Trends, kann aber durch die nachfolgend erwähnte Immigration aus dem Ausland erklärt werden.
Kurz vor Manza liegt ein großes Camp der iranischen Volksmudschahedin, die 2016 aus dem Irak nach Albanien ausgesiedelt wurden. In Anlehnung an ein früheres Lager im Irak wird es Ashraf 3 genannt. Im abgeschlossenen Lager sollen rund 2000 aufständische Iraner leben.
Etwas südlich von Manza bei Maminas verläuft die Autobahn SH2, die Durrës mit Tirana verbindet. Eine hier abgehende Straße durchquert die ganze Region von Süd nach Nord.